# Oklahoma Crude
Oklahoma Crude is een Amerikaanse western uit 1973 onder regie van Stanley Kramer. De film werd destijds in Nederland en Vlaanderen uitgebracht onder de titel Het zwarte goud van Oklahoma.

## Verhaal
Lena gelooft dat er olie te vinden is op haar stuk land in Oklahoma. Ze doet een beroep op de zwerver Mase om haar te helpen met de boringen. De oliebaron Hellman heeft zijn oog laten vallen op het land van Lena. Wanneer zij het hem niet wil verkopen, schakelt hij zijn trawanten in om druk op haar uit te oefenen.

## Rolverdeling
| Acteur          | Personage    |
| --------------- | ------------ |
| George C. Scott | Mase         |
| Faye Dunaway    | Lena         |
| John Mills      | Cleon        |
| Jack Palance    | Hellman      |
| William Lucking | Marion       |
| Harvey Jason    | Wilcox       |
| Ted Gehring     | Wobbly       |
| Cliff Osmond    | Krachtpatser |
| Rafael Campos   | Jimmy        |
| Woodrow Parfrey | Advocaat     |
| John Hudkins    | Bloom        |
| Harvey Parry    | Bliss        |
| Bob Herron      | Dulling      |
| Jerry Brown     | Rucker       |
| Jim Burk        | Moody        |

## Prijzen en nominaties
| Jaar | Prijs         | Categorie                    | Genomineerde(n) | Uitslag     |
| ---- | ------------- | ---------------------------- | --------------- | ----------- |
| 1973 | Golden Globes | Beste oorspronkelijke nummer | Anne Murray     | Genomineerd |